# Пыхья-Сакала (волость)
Пы́хья-Са́кала (эст. Põhja-Sakala vald) — волость в Эстонии в составе уезда Вильяндимаа. Образована в 2017 году. Административный центр — город Сууре-Яани.

## География
Расположена в юго-западной части Эстонии. Площадь — 1153,00 км², плотность населения в 2024 году составила 6,6 чел/км².

## История
Создана 21 октября 2017 года в ходе административной реформы местных самоуправлений Эстонии путём объединения города-муниципалитета Выхма и волостей Кыо, Кыпу и Сууре-Яани. Административный центр волости — город Сууре-Яани.

## Символика
Символами волости Пыхья-Сакала стали герб и флаг упразднённой волости Сууре-Яани.

## Населённые пункты
На территории волости расположены:
- 2 города: Выхма, Сууре-Яани;
- 2 посёлка: Кыпу, Олуствере;
- 70 деревень: Аймла, Арьяди, Арьяссааре, Аруссааре, Ванавески, Вастемыйза, Веневере, Вихи, Выйваку, Вылли, Выхмассааре, Иваски, Ийа, Илбаку, Кабила, Кангруссааре, Карьясоо, Керита, Кибару, Килду, Киривере, Кобрувере, Коксвере, Коотси, Кухьявере, Куйавере, Кунинга, Курнувере, Кыйдама, Кыо, Кяревере, Лаане, Лахмузе, Леммакынну, Лоопре, Лыхавере, Мааласти, Метскюла, Мудисте, Мунси, Мяэкюла, Навести, Нуутре, Пааксима, Паэлама, Паэнасти, Пыхьяка, Пилиствере, Пунакюла, Пяракюла, Реэголди, Рийассааре, Ряэка, Савиаугу, Сандра, Серукюла, Соомевере, Супси, Сюргавере, Таэвере, Типу, Тяллевере,Тяэкси, Уйа, Унаквере, Энги, Эпра, Юлде, Ялевере, Яска.

## Демография по данным Регистра народонаселения
По данным Регистра народонаселения, который ведёт Министерство внутренних дел Эстонии, на 1 января 2024 года в волости насчитывался 7761 постоянный житель.
По состоянию на 1 января 2018 года в волости проживали 8200 человек. Возрастная структура: трудоспособное население — 63,5 % (возраст 15-64 года), дети до 14 лет — 14,2 %, лица от 65 лет и старше — 22,3 %; в 2008 году эти показатели соответственно составляли 66,6 %, 14,7 % и 18,7 %. В 2008—2017 годы в муниципалитетах, образовавших новую волость, численность населения постоянно падала, в целом падение составило 15 %. Естественный прирост населения и сальдо миграции в эти же годы были негативными.

## Данные Департамента статистики
Данные Департамента статистики Эстонии о волости Пыхья-Сакала:

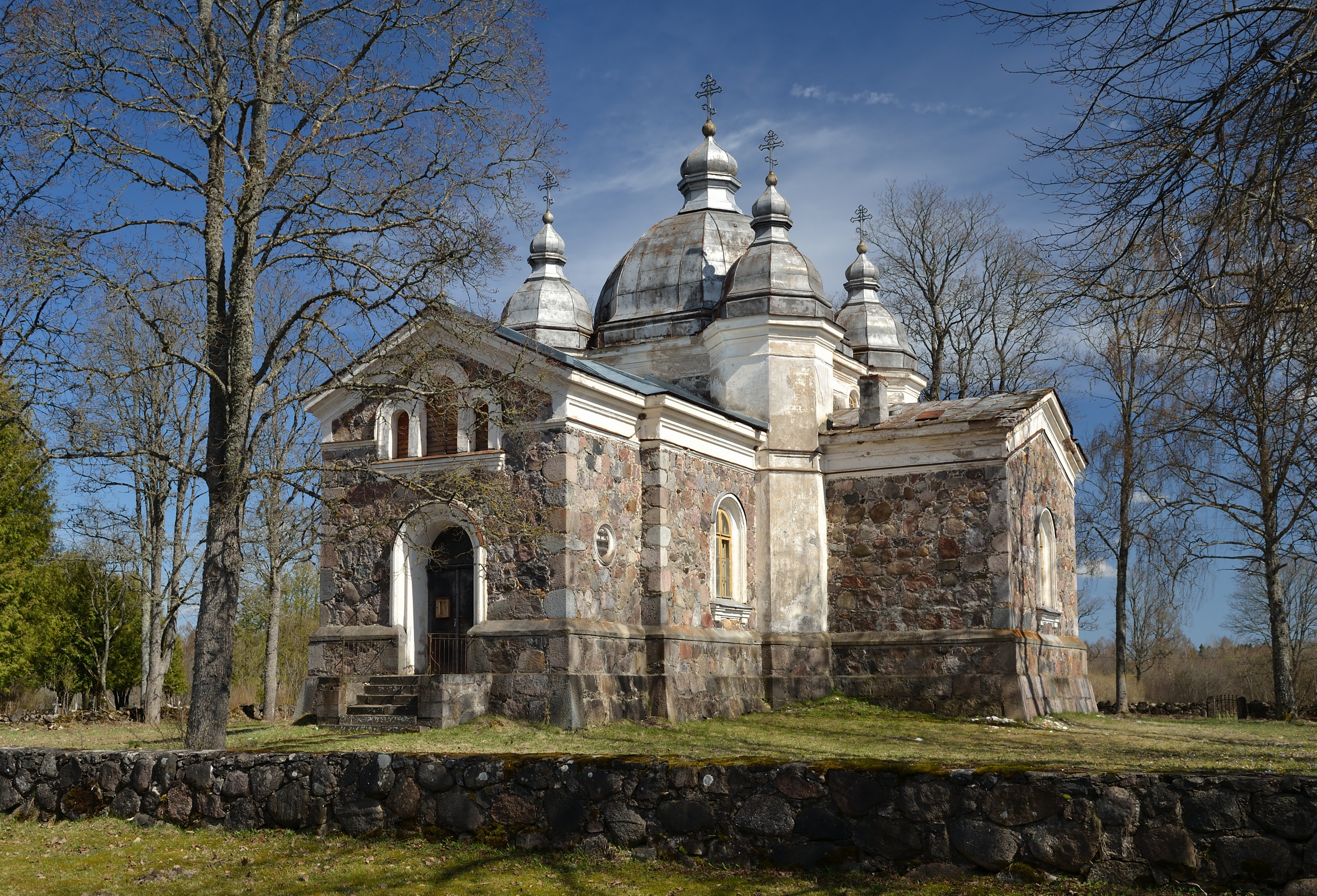
Православная церковь Аруссааре

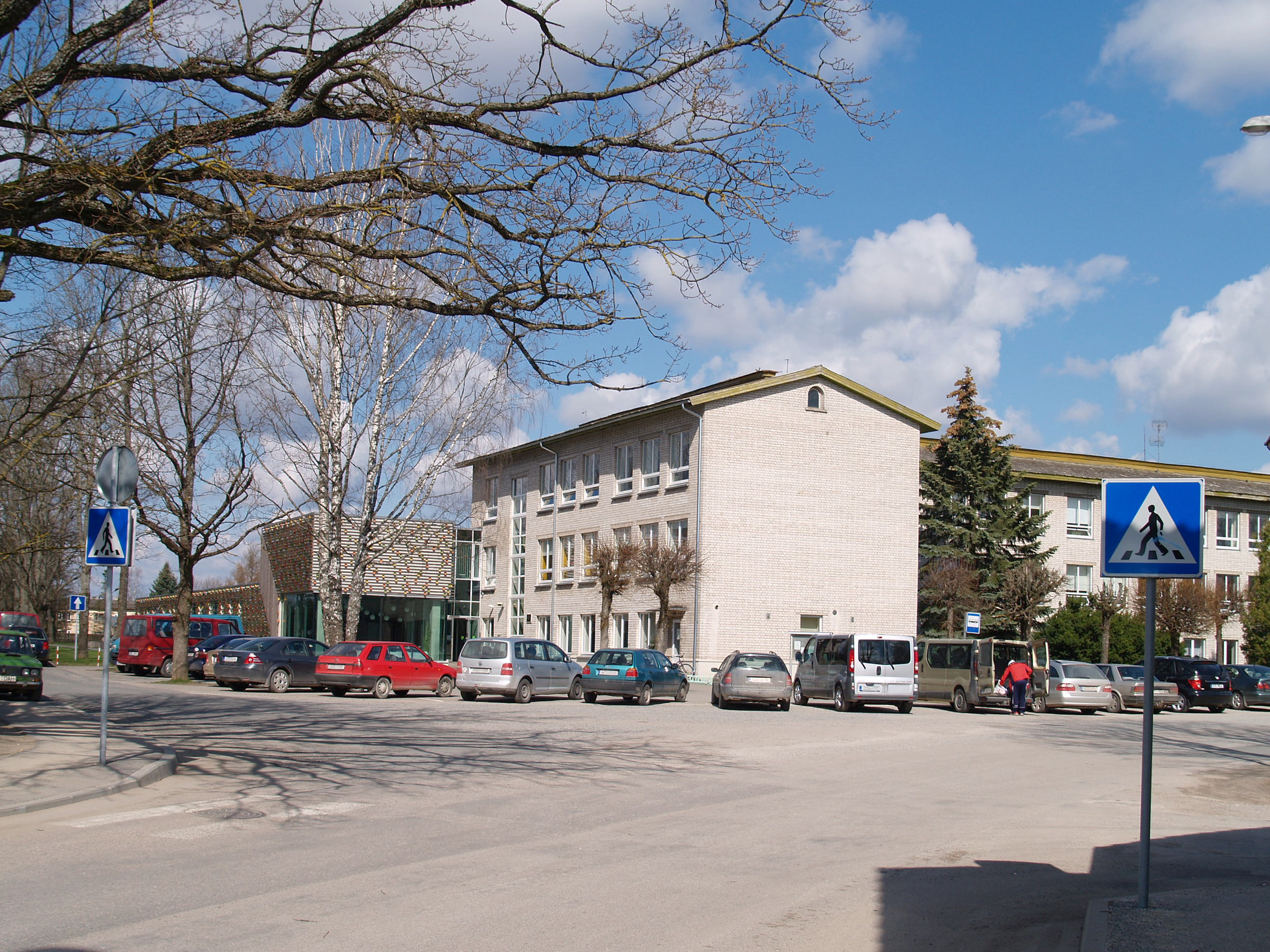
Гимназия Сууре-Яани

Число жителей на 1 января каждого года:
| Год  | 2015 | 2016   | 2017   | 2018   | 2019   | 2020   | 2021   | 2022   | 2023   | 2024   |
| ---- | ---- | ------ | ------ | ------ | ------ | ------ | ------ | ------ | ------ | ------ |
| Чел. | 8379 | ↘ 8242 | ↘ 8145 | ↘ 8066 | ↘ 7959 | ↘ 7911 | ↘ 7872 | ↘ 7734 | ↗ 7748 | ↘ 7662 |

Число рождений (живорождённых):
| Год  | 2015 | 2016 | 2017 | 2018 | 2019 | 2020 | 2021 | 2022 | 2023 |
| ---- | ---- | ---- | ---- | ---- | ---- | ---- | ---- | ---- | ---- |
| Чел. | 77   | ↗ 83 | → 83 | → 83 | ↗ 84 | ↗ 90 | ↘ 68 | ↘ 63 | ↘ 56 |

Число умерших:
| Год  | 2015 | 2016  | 2017  | 2018  | 2019  | 2020 | 2021  | 2022  | 2023  |
| ---- | ---- | ----- | ----- | ----- | ----- | ---- | ----- | ----- | ----- |
| Чел. | 120  | ↘ 117 | ↗ 127 | ↗ 133 | ↘ 120 | ↘ 94 | ↗ 117 | ↗ 126 | ↗ 134 |

Зарегистрированные безработные*:
| Год  | 2015 | 2016 | 2017 | 2018 | 2019 | 2020 | 2021 | 2022 | 2023 |
| ---- | ---- | ---- | ---- | ---- | ---- | ---- | ---- | ---- | ---- |
| Чел. | 135  | 133  | 155  | 153  | 144  | 184  | 238  | 194  | 247  |

*2015—2019 годы — среднегодовое число, с 2020 года — на 1 января.
Средняя брутто-зарплата работника:
| Год  | 2013 | 2014  | 2015  | 2016  | 2017   | 2018   | 2019   | 2020   | 2021   | 2022   |
| ---- | ---- | ----- | ----- | ----- | ------ | ------ | ------ | ------ | ------ | ------ |
| Евро | 784  | ↗ 847 | ↗ 903 | ↗ 960 | ↗ 1028 | ↗ 1106 | ↗ 1177 | ↗ 1223 | ↗ 1281 | ↗ 1356 |

В 2019 году волость Пыхья-Сакала стояла на 42 месте по величине средней брутто-зарплаты работника среди 79 муниципалитетов Эстонии.
Число учеников в школах:
| Год  | 2015 | 2016  | 2017  | 2018  | 2019  | 2020  | 2021  | 2022  | 2023  | 2024  |
| ---- | ---- | ----- | ----- | ----- | ----- | ----- | ----- | ----- | ----- | ----- |
| Чел. | 753  | ↗ 774 | ↗ 776 | ↘ 773 | ↘ 772 | ↗ 812 | ↗ 837 | ↗ 869 | ↘ 850 | ↗ 859 |

## Инфраструктура

### Образование
В волости работает 9 детских садов. Общеобразовательные услуги предоставляют: гимназия Сууре-Яани, школа Выхма, основная школа в посёлке Кыпу, основная школа Киривере в деревне Кыо, школа Лахмусе, основная школа Олуствере, школа Сууре-Яани.
На территории волости расположено профессионально-техническое заведение с длинной и интересной историей — Олуствереская школа обслуживания и сельской экономики. Её основательницей считается работавшая в посёлке Олуствере в 1888—1906 годах Эстонская Александровская городская школа.

### Медицина и социальное обеспечение
Медицинскую помощь первого уровня в волости оказывают 6 семейных врачей. В городах Выхма и Сууре-Яани работают стоматологические кабинеты. В Центре здоровья в Сууре-Яани принимают врачи-специалисты и оказываются различные физиотерапевтические услуги. В волости есть 4 аптеки.

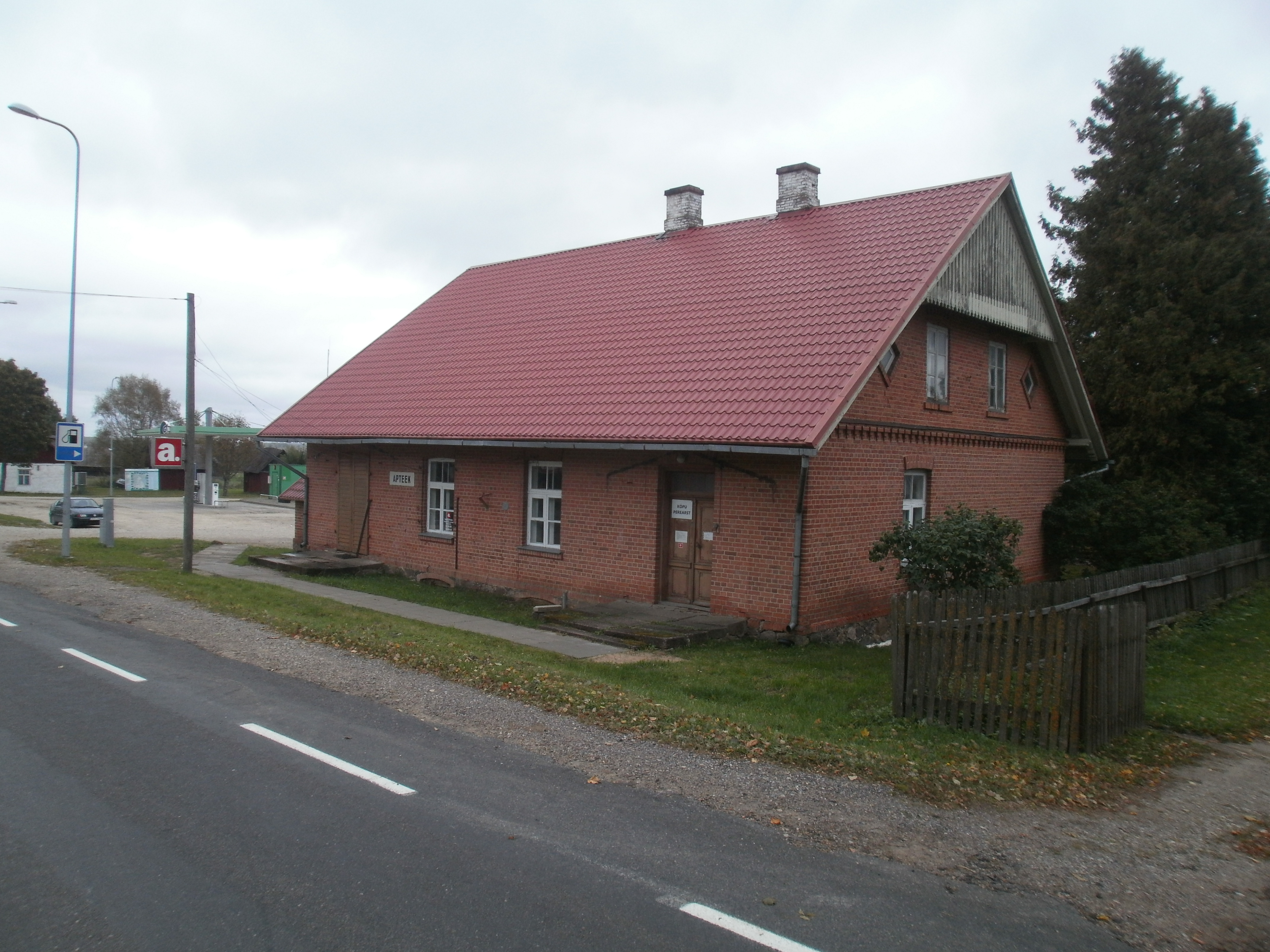
Аптека в посёлке Кыпу

Оказываются различные социальные услуги людям с ограниченными возможностями и пожилым людям, в частности: уход на дому, услуга общего ухода вне дома, услуга опорного лица, услуга личного помощника и др.. Предоставляется услуга социального транспорта; соответствующее заявление необходимо представить в письменной или устной форме за 5 дней до желаемого дня поездки. Личное участие составляет 0,20 евро/км.
Дома по уходу (дома престарелых и инвалидов) работают в Кыпу, Лыхавере и Киривере. В Выхма действует Дневной центр, оказывающий услуги как по уходу, так и по организации проведения досуга.
В волости есть специальная услуга «Кнопка тревоги MEDI». Кнопку можно повесить на шею или носить на руке как часы и при помощи специального телефона опеки связаться с переговорным центром Medi, если произошло значительное ухудшение самочувствия, несчастный случай или возникла опасность. Оператор Medi отреагирует согласно сложившейся обстановке и направит в помощь оказавшемуся в беде человеку его доверенное опорное лицо (родственника, соседа, работника службы опеки) или передаст соответствующее сообщение отделению скорой помощи, спасательного департамента или полиции.

### Культура, досуг и спорт
В волости работают 10 библиотек, 7 молодёжных центров и молодёжных комнат, являющихся подразделениями расположенного в городе Сууре-Яани Молодёжного центра, Школа по интересам в Сууре-Яани и музыкальная школа в Выхма.
Дома культуры и народные дома есть в Вастемыйза, Выхма, Пилиствере, Реэгольди, Сууре-Яани и Сюргавере.
Спортивные объекты волости: спортзал Кыпу, спортзал Сюргавере, спортзалы школы Сууре-Яани, гимнастические залы школ Тяэкси, Киривере, Выхма, Лахмусе и Олуствереской школы обслуживания и сельской экономики. В Тяэкси работает Лыжный центр, в котором есть тренажёрный зал, сквош и работает прокат лыж.
В волости работают 16 спортивных клубов. Выпускается ежемесячная волостная газета «Leole».

### Транспорт
В 2017 году через волость проходили следующие государственные шоссе: Вильянди—Килинги-Нымме (основное шоссе), Пылтсамаа—Выхма и Имавере—Вильянди—Каркси-Нуйа (вспомогательные шоссе). Протяжённость внутриволостных дорог составляла 317 км. Твёрдое покрытие имели 71 км дорог, из них 45 км — шоссе и 26 км — улицы. Городской общественный транспорт в Сууре-Яани и Выхма отсутствует. С 1 июля 2018 года для жителей волости на всех общественных автобусных маршрутах уезда Вильяндимаа проезд бесплатный. Ежедневно на железнодорожных станциях волости останавливаются четыре поезда, следующих по направлениям Вильянди—Таллин и Таллин—Вильянди.

### Жилая среда
Согласно переписи населения и жилых помещений 2011 года, на территории нынешней волости Пыхья-Сакала насчитывалось 2 674 жилых дома, из них 90 % — дома на одну семью, 6 % — многоквартирные дома и 3 % прочие малые жилища (парные и рядные дома). Удельный вес домов, построенных до 1945 года, самый высокий в городах Выхма и Сууре-Яани: соответственно 42 % и 57 %.
Системы центрального водоснабжения и канализации имеются в городах Сууре-Яани, Выхма, в посёлках Кыпу, Олуствере и в местах компактного проживания в деревнях Вастсемыйза, Коксвере, Кыйдама, Кыо, Мунси, Навести, Реэгольди, Сюргавере и Юлде.
В волости четыре региона центрального отопления: Выхма, Олуствере, Сууре-Яани и Сюргавере.
Уличное освещение есть в городах Сууре-Яани и Выхма, в посёлках Кыпу и Олествере и деревнях Вастемыйза, Коксвере, Метскюла, Навести, Пилиствере, Реэголди и Сюргавере.
Для организации утилизации отходов при сотрудничестве уездов Вильяндимаа, Йыгевамаа, Пярнумаа, Рапламаа, Харьюмаа и Ярвамаа была создана единая некоммерческая организация — Центр переработки отходов Центральной Эстонии (эст. MTÜ Kesk-Eesti Jäätmehoolduskeskus), в состав которого входят 11 самоуправлений, и в их числе волость Пыхья-Сакала.
По данным Департамента полиции за 2015 год из муниципалитетов, составивших новую волость, самый низкий уровень преступности был в бывших волостях Сууре-Яани и Кыо и муниципалитете Выхма (ниже среднего по Эстонии в целом), однако в бывшей волости Кыпу уровень преступности был выше среднего по Эстонии.

## Экономика
В 2018 году 95 % предприятий волости были микро-предприятия (численность работников менее 10). Больше 50 работников было только на трёх предприятиях (не считая волостную управу). Основной вид деятельности 40 % всех предприятий волости — сельское и лесное хозяйство.

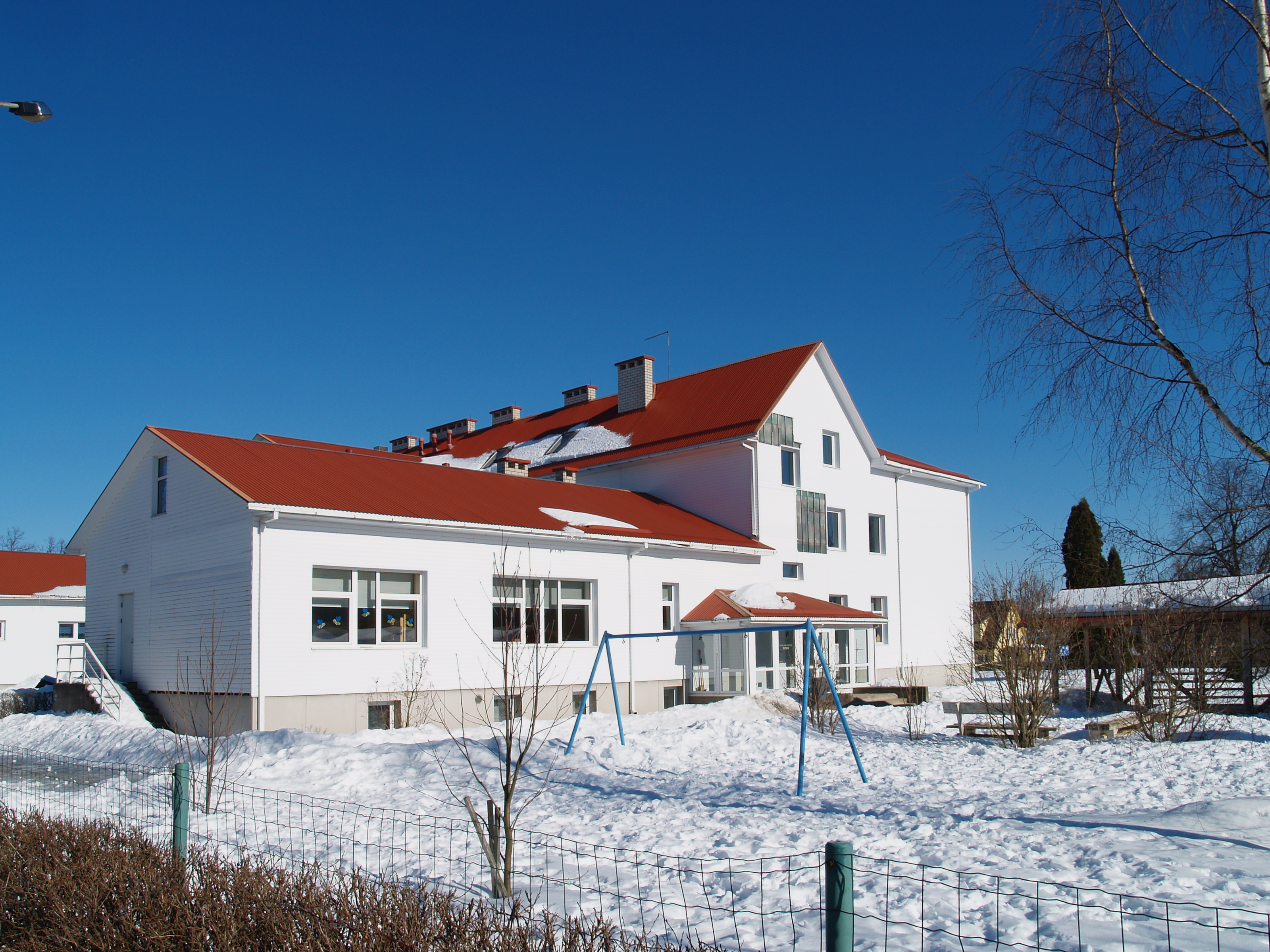
Волостная управа Пыхья-Сакала

Крупнейшие работодатели волости по состоянию на 30 сентября 2023 года:
| Предприятие/организация                 | Вид деятельности                                              | Численность работников |
| --------------------------------------- | ------------------------------------------------------------- | ---------------------- |
| Eesti Höövelliist OÜ                    | Производство пиломатериалов                                   | 198                    |
| Olustvere Teenindus- ja Maamajanduskool | Профессиональное учебное заведение                            | 97                     |
| Волостная управа Пыхья-Сакала           | Орган государственного управления                             | 96                     |
| Suure-Jaani kool                        | Основная школа-детсад                                         | 87                     |
| Combimill Sakala OÜ                     | Производство пиломатериалов                                   | 54                     |
| Lahmuse kool                            | Основная школа                                                | 43                     |
| Mangeni PM OÜ                           | Разведение молочных пород скота                               | 39                     |
| Kõpu PM OÜ                              | Разведение молочных пород скота; выращивание зерновых культур | 38                     |
| Sürgavere Põllumajandusühistu           | Разведение молочных пород скота                               | 36                     |
| Suure-Jaani gümnaasium                  | Гимназия                                                      | 31                     |
| Lasteaed «Sipsik»                       | Детский сад                                                   | 30                     |

## Галерея

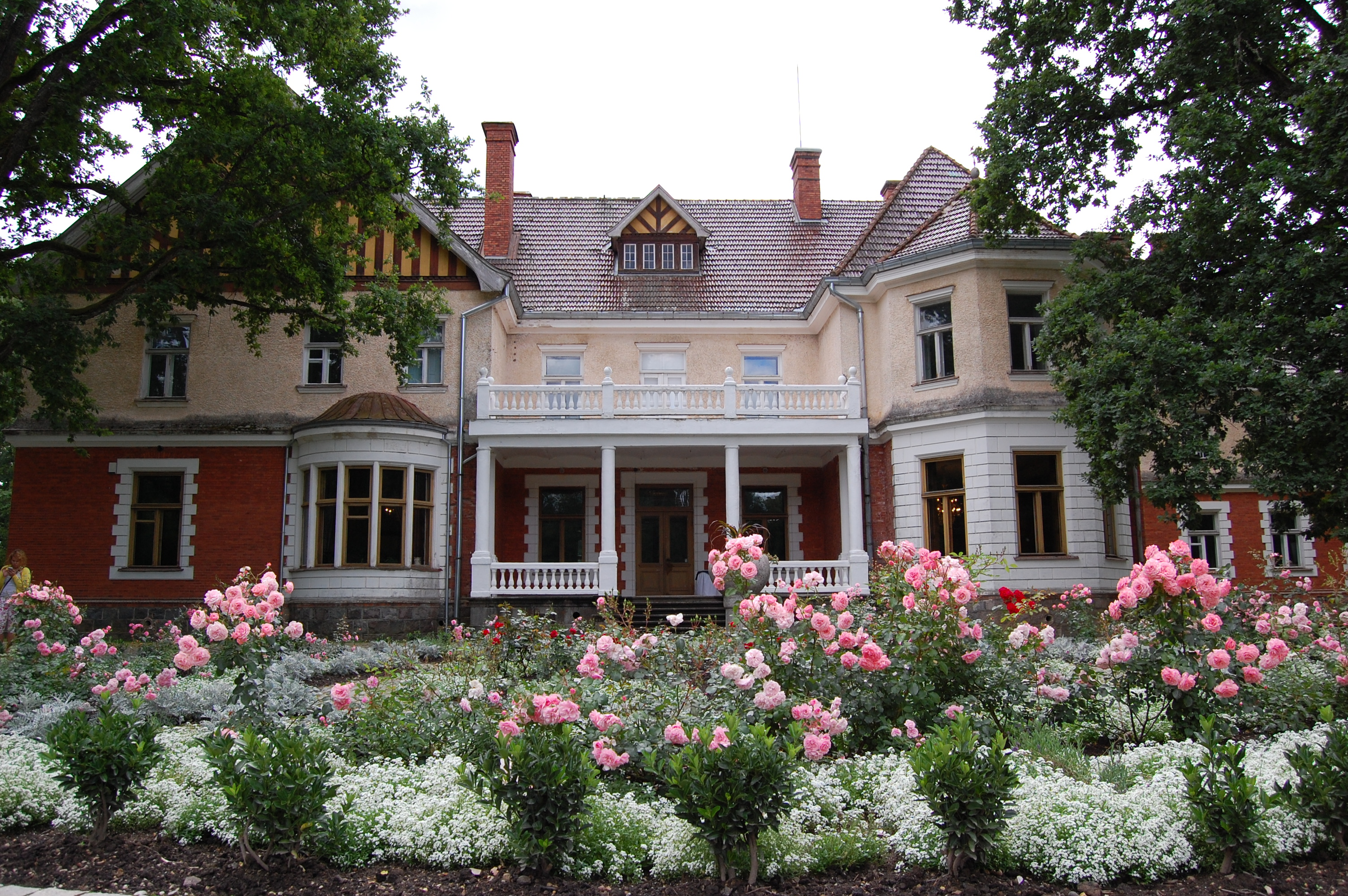
Мыза Оллустфер (Олуствере)
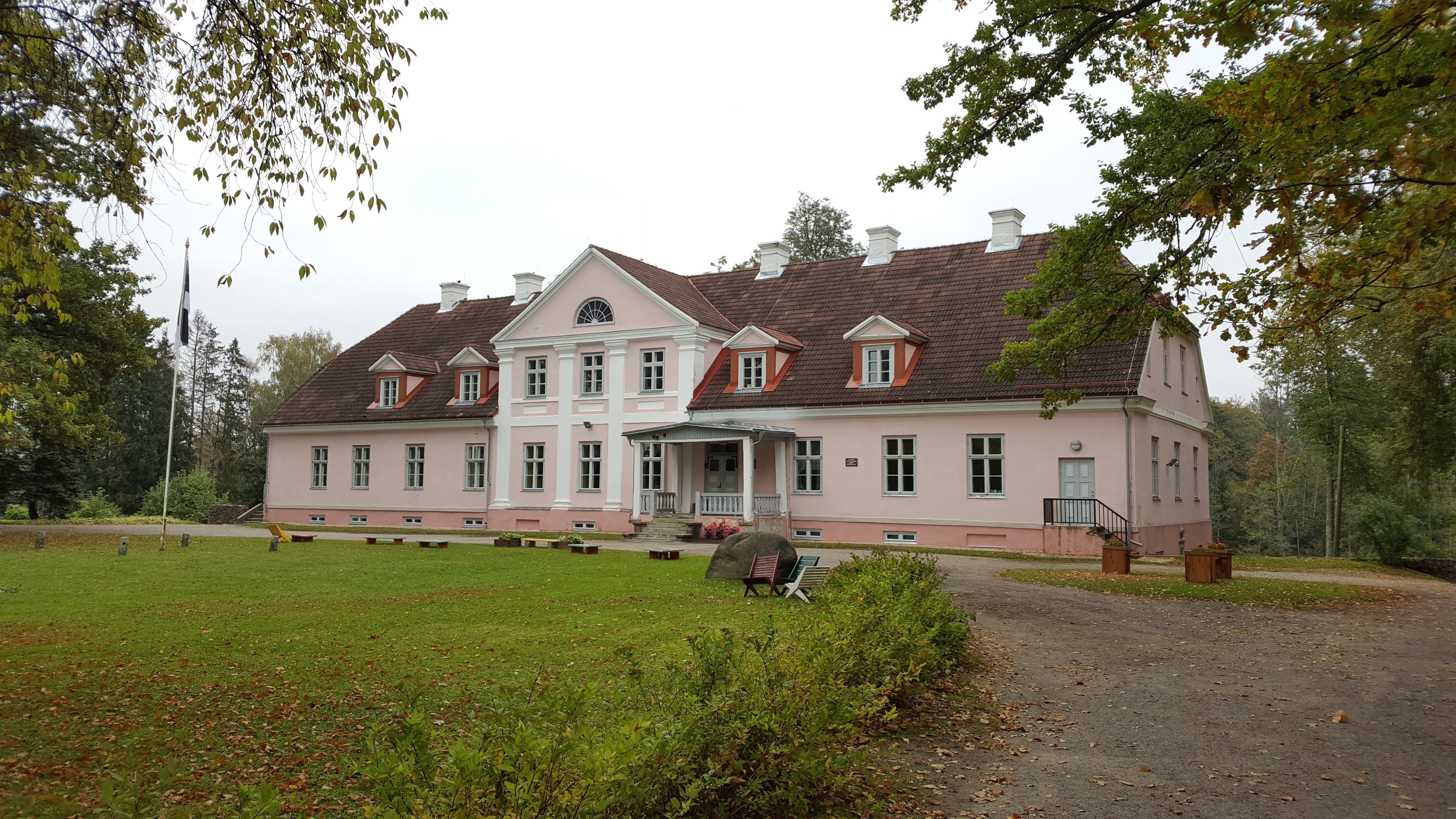
Господский дом мызы Лахмес (Лахмузе)
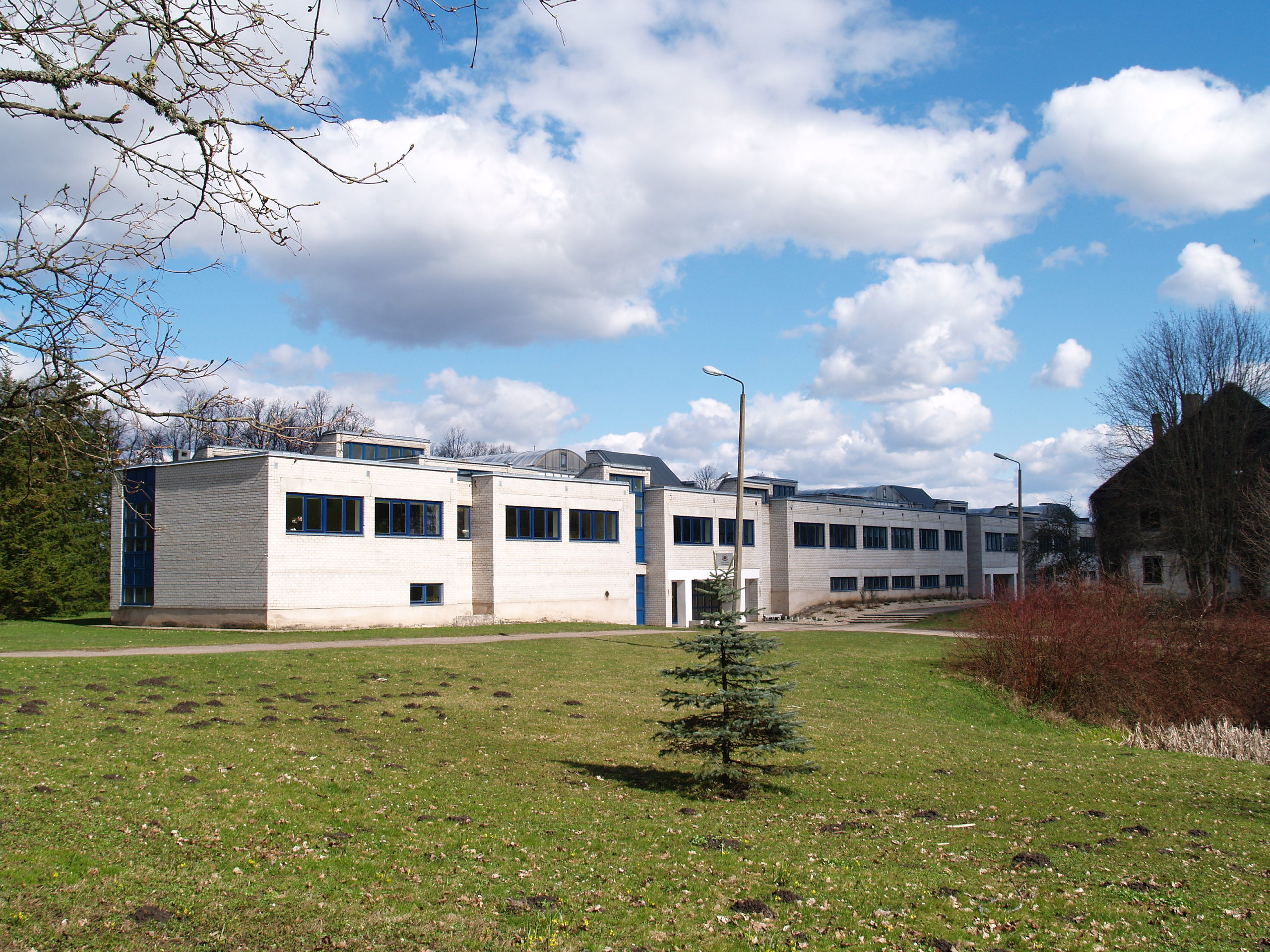
Олуствереская школа обслуживания и сельской экономики
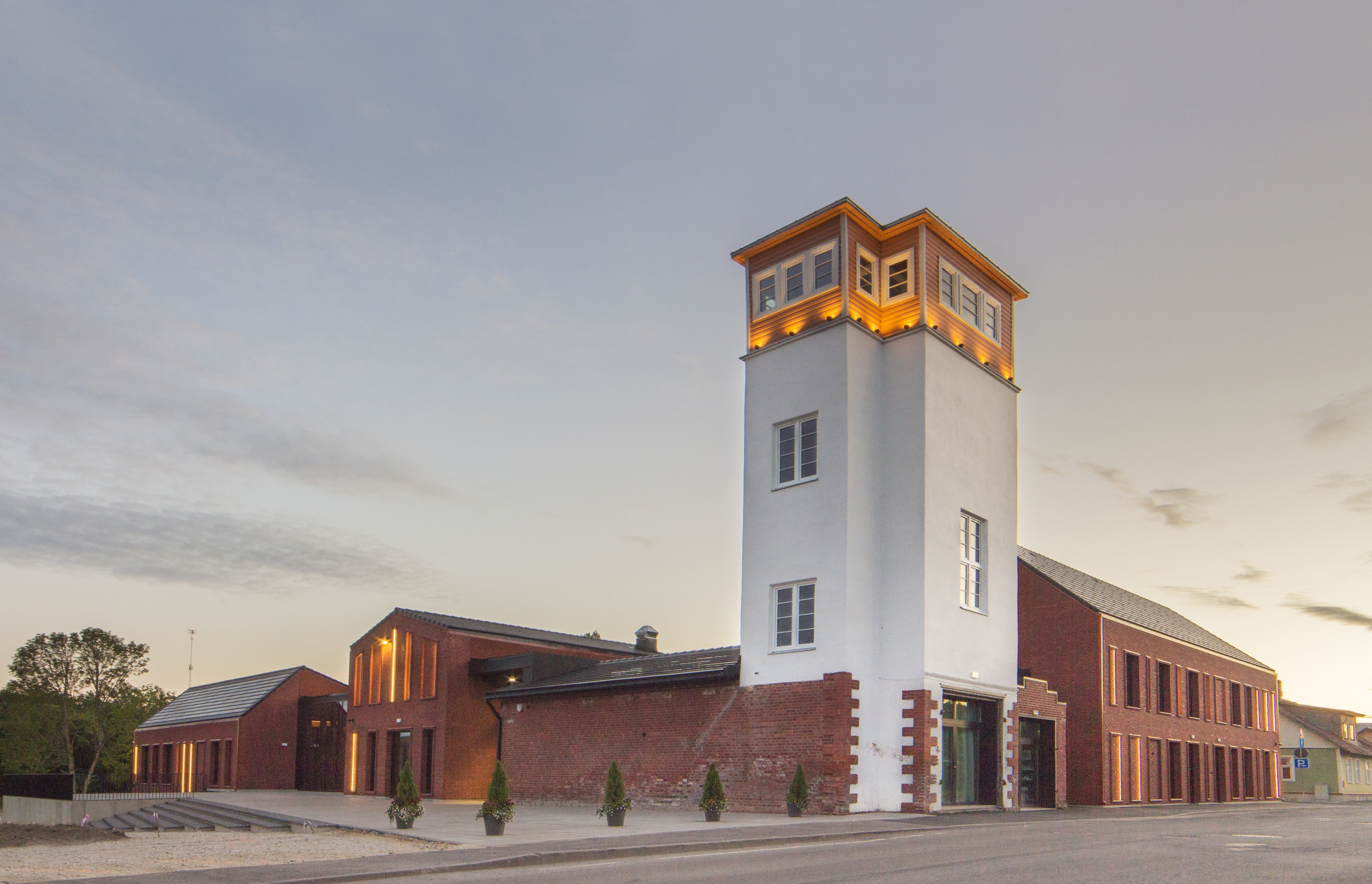
Центр здоровья Сууре-Яани